# Rámec (počítačová síť)
Rámec (anglicky frame) je v počítačových sítích označení pro jednotku přenosu na linkové vrstvě referenčního modelu OSI. Rámec je uvozen synchronizační sekvencí, za níž následuje hlavička, která obsahuje služební údaje nutné pro přenos rámce, pak tělo, které obsahuje zapouzdřená přenášená data, a na konci bývá rámec zakončen trailerem (patičkou). Příjemce je pomocí synchronizační sekvence schopen rozpoznat začátek rámce, a dokud ji nezachytí, přijímaná data ignoruje (například pokud začne přijímat až uprostřed přenášeného rámce). Součástí traileru bývá též kontrolní součet, který umožňuje rozpoznat poškozený rámec a zahodit jej (dále nezpracovávat). Příklady jsou Ethernetový rámec (s maximální délkou 1500 bytů plus overhead), rámec protokolu HDLC a od něj odvozené rámce protokolu PPP a rámce používané modemy standardu V.42. HDLC je příkladem protokolu, který do rámce vkládá výplňkové bity (stuffing bits), aby se zajistila unikátnost křídlových značek (flags), které zahajují a ukončují každý rámec.
Rámec v telekomunikacích, v systémech s časovým multiplexem (TDM) a time division multiple access (TDMA) je cyklicky se opakující blok dat, který sestává z pevného počtu časových slotů, jeden pro každý logický TDM kanál nebo stanici v TDMA. V tomto kontextu je rámec obvykle entita na fyzické úrovni, obvykle v sítích s přepojováním okruhů. Příklady TDM aplikací jsou SONET/SDH a B-kanál v ISDN. Příklady TDMA jsou mobilní sítě druhé a třetí generace. Rámec je také entitou při časovém duplexu, kde mobilní stanice může vysílat během určitých časových slotů a přijímat během jiných.